# عزان البلوشي
عزان عباس البلوشي (5 مايو 1990) هو لاعب كرة قدم عماني يلعب لفريق النصر في الدوري العماني للمحترفين.

## مهنة دولية
اختير للعب مع المنتخب الوطني عام 2012، وظهر لأول مرة مع عُمان في 8 نوفمبر 2012 في مباراة ودية ضد إستونيا. ولعب في تصفيات كأس العالم 2014 وفي تصفيات كأس آسيا 2015.

## إحصائيات

### النادي
| النادي          | موسم            | قسم                    | الدوري | الدوري  | الكأس  | الكأس   | إقليمي | إقليمي  | أخرى   | أخرى    | المجموع | المجموع |
| النادي          | موسم            | قسم                    | الظهور | الأهداف | الظهور | الأهداف | الظهور | الأهداف | الظهور | الأهداف | الظهور  | الأهداف |
| --------------- | --------------- | ---------------------- | ------ | ------- | ------ | ------- | ------ | ------- | ------ | ------- | ------- | ------- |
| صحم             | 2013-14         | دوري المحترفين العماني | -      | 1       | -      | 0       | 0      | 0       | -      | 0       | -       | 1       |
| صحم             | المجموع         | المجموع                | -      | 1       | -      | 0       | 0      | 0       | -      | 0       | -       | 1       |
| المجموع الوظيفي | المجموع الوظيفي | المجموع الوظيفي        | -      | 1       | -      | 0       | 0      | 0       | -      | 0       | -       | 1       |

## روابط خارجية
- عزان البلوشي على موقع الاتحاد الدولي (مؤرشف)  (الإنجليزية)
- عزان البلوشي على موقع قاعدة بيانات كرة القدم.إي يو (الإنجليزية)
- عزان البلوشي على موقع ناشيونال فوتبول تيمز (الإنجليزية)
- عزان البلوشي على موقع Soccerway.com (الإنجليزية)
- عزان البلوشي على موقع كووورة